# Mistrovství světa ve fotbale 2022
Mistrovství světa ve fotbale 2022 bylo 22. mistrovstvím světa pořádaným federací FIFA. Závěrečný turnaj, kam se mužské fotbalové národní týmy probojovaly z kvalifikace, se odehrál v Kataru. Bylo to první mistrovství probíhající v arabské zemi a zároveň první mimo tradiční červnový a červencový termín. Kvůli vysokým teplotám, které v Kataru panují v letních měsících, se turnaj hrál mezi listopadem a prosincem.

## Stupně vítězů
| Zlato     | Stříbro | Bronz      | 4. místo |
| --------- | ------- | ---------- | -------- |
| Argentina | Francie | Chorvatsko | Maroko   |

## Kandidáti na pořadatelství
O pořadatelství MS ve fotbale 2022 se ucházelo pět kandidátů:
| Státy       | 1. kolo | 2. kolo | 3. kolo | 4. kolo |
| ----------- | ------- | ------- | ------- | ------- |
| Katar       | 11      | 10      | 11      | 14      |
| USA         | 3       | 5       | 6       | 8       |
| Jižní Korea | 4       | 5       | 5       | –       |
| Japonsko    | 3       | 2       | –       | –       |
| Austrálie   | 1       | –       | –       | –       |

## Kvalifikace
Závěrečného turnaje se zúčastnilo 32 národních týmů. O 31 míst se bojovalo v kvalifikaci a pouze Katar má účast jako pořádající země zajištěnou předem.

Tým se kvalifikoval na závěrečný turnaj
Tým se nekvalifikoval
Tým vyloučen nebo odstoupil
Neúčastnil se

### Seznam kvalifikovaných týmů
| Tým            | Kvalifikován jako                   | Datum zajištění účasti | Pořadí účasti na MS | Po sobě jdoucí účasti na MS | Poslední účast | Nejlepší umístění                               |
| -------------- | ----------------------------------- | ---------------------- | ------------------- | --------------------------- | -------------- | ----------------------------------------------- |
| Katar          | Hostitel                            | 2. prosince 2010       | 1.                  | —                           | —              | —                                               |
| Německo        | vítěz kvalifikační skupiny J (UEFA) | 11. října 2021         | 20.                 | 18.                         | 2018           | Vítězové (1954, 1974, 1990, 2014)               |
| Dánsko         | vítěz kvalifikační skupiny F (UEFA) | 12. října 2021         | 6.                  | 2.                          | 2018           | Čtvrtfinále (1998)                              |
| Brazílie       | Vítěz kvalifikace CONMEBOL          | 12. listopadu 2021     | 22.                 | 22.                         | 2018           | Vítězové (1958, 1962, 1970, 1994, 2002)         |
| Francie        | vítěz kvalifikační skupiny D (UEFA) | 13. listopadu 2021     | 16.                 | 7.                          | 2018           | Vítězové (1998, 2018)                           |
| Belgie         | vítěz kvalifikační skupiny E (UEFA) | 13. listopadu 2021     | 14.                 | 3.                          | 2018           | Bronzová medaile (2018)                         |
| Chorvatsko     | vítěz kvalifikační skupiny H (UEFA) | 14. listopadu 2021     | 6.                  | 3.                          | 2018           | Stříbrná medaile (2018)                         |
| Srbsko         | vítěz kvalifikační skupiny A (UEFA) | 14. listopadu 2021     | 3.                  | 2.                          | 2018           | Bronzová medaile (1930 jako Jugoslávie)         |
| Španělsko      | vítěz kvalifikační skupiny B (UEFA) | 14. listopadu 2021     | 16.                 | 12.                         | 2018           | Vítězové (2010)                                 |
| Anglie         | vítěz kvalifikační skupiny I (UEFA) | 15. listopadu 2021     | 16.                 | 7.                          | 2018           | Vítězové (1966)                                 |
| Švýcarsko      | vítěz kvalifikační skupiny C (UEFA) | 15. listopadu 2021     | 12.                 | 5.                          | 2018           | Čtvrtfinále (1934, 1938, 1954)                  |
| Nizozemsko     | vítěz kvalifikační skupiny G (UEFA) | 16. listopadu 2021     | 11.                 | 1.                          | 2014           | Stříbrná medaile (1974, 1978, 2010)             |
| Argentina      | 2. tým kvalifikace CONMEBOL         | 17. listopadu 2021     | 18.                 | 13.                         | 2018           | Vítězové (1978, 1986)                           |
| Írán           | Vítěz kvalifikační skupiny A (AFC)  | 27. ledna 2022         | 6.                  | 3.                          | 2018           | Základní skupina (1978, 1998, 2006, 2014, 2018) |
| Jižní Korea    | 2. tým kvalifikační skupiny A (AFC) | 1. února 2022          | 11.                 | 10.                         | 2018           | 4. místo (2002)                                 |
| Japonsko       | 2. tým kvalifikační skupiny B (AFC) | 24. března 2022        | 7.                  | 7.                          | 2018           | Osmifinále (2002, 2010, 2018)                   |
| Saúdská Arábie | Vítěz kvalifikační skupiny B (AFC)  | 24. března 2022        | 6.                  | 2.                          | 2018           | Osmifinále (1994)                               |
| Ekvádor        | 4. tým kvalifikace CONMEBOL         | 24. března 2022        | 4.                  | 1.                          | 2014           | Osmifinále (2006)                               |
| Uruguay        | 3. tým kvalifikace CONMEBOL         | 24. března 2022        | 14.                 | 4.                          | 2018           | Vítězové (1930, 1950)                           |
| Kanada         | Vítěz třetí fáze CONCACAF           | 27. března 2022        | 2.                  | 1.                          | 1986           | Základní skupina (1986)                         |
| Ghana          | Vítěz třetí fáze CAF                | 29. března 2022        | 4.                  | 1.                          | 2014           | Čtvrtfinále (2010)                              |
| Senegal        | Vítěz třetí fáze CAF                | 29. března 2022        | 3.                  | 2.                          | 2018           | Čtvrtfinále (2002)                              |
| Portugalsko    | Vítěz baráže UEFA                   | 29. března 2022        | 8.                  | 6.                          | 2018           | Bronzová medaile (1966)                         |
| Polsko         | Vítěz baráže UEFA                   | 29. března 2022        | 9.                  | 2.                          | 2018           | Bronzová medaile (1974, 1982)                   |
| Tunisko        | Vítěz třetí fáze CAF                | 29. března 2022        | 6.                  | 2.                          | 2018           | Základní skupina (1978, 1998, 2002, 2006, 2018) |
| Maroko         | Vítěz třetí fáze CAF                | 29. března 2022        | 6.                  | 2.                          | 2018           | Osmifinále (1986)                               |
| Kamerun        | Vítěz třetí fáze CAF                | 29. března 2022        | 8.                  | 1.                          | 2014           | Čtvrtfinále (1990)                              |
| Mexiko         | 2. tým třetí fáze CONCACAF          | 30. března 2022        | 17.                 | 8.                          | 2018           | Čtvrtfinále (1970, 1986)                        |
| USA            | 3. tým třetí fáze CONCACAF          | 30. března 2022        | 11.                 | 1.                          | 2014           | Bronzová medaile (1930)                         |
| Wales          | Vítěz baráže UEFA                   | 5. června 2022         | 2.                  | 1.                          | 1958           | Čtvrtfinále (1958)                              |
| Austrálie      | Vítěz mezikontinentální baráže      | 13. června 2022        | 6.                  | 5.                          | 2018           | Osmifinále (2006)                               |
| Kostarika      | Vítěz mezikontinentální baráže      | 14. června 2022        | 6.                  | 3.                          | 2018           | Čtvrtfinále (2014)                              |

### Neúčasti
Poté co bylo rozhodnuto, že se kvůli zpoždění kvalifikace způsobené pandemií covidu-19 budou všechny zápasy Jižní Koreje, Severní Koreje, Turkmenistánu, Libanonu a Srí Lanky hrát v Jižní Koreji, oznámila Severní Korea, že z turnaje odstupuje, a odůvodnila to obavami z rozšiřování covidu-19.
28. února 2022 po ruské invazi na Ukrajinu po doporučení Mezinárodního olympijského výboru (MOV) zrušila FIFA účast Ruska na turnaji. Polsko následně automaticky prošlo zápas v semifinále play-off, který mělo hrát proti Rusku. Ruský fotbalový svaz se proti rozhodnutí odvolal k Arbitrážnímu soudu pro sport v Lausanne, jejich žádost o zrušení zákazu však byla zamítnuta 18. března 2022.
Během kvalifikace také odstoupilo šest malých ostrovních států: Svatá Lucie, Americká Samoa, Samoa, Vanuatu, Cookovy ostrovy a Tonga.

## Stadiony
Mistrovství světa probíhalo na osmi stadionech v pěti katarských městech. Původní plán dvanácti stadionů byl v roce 2017 opuštěn po snížení rozpočtu o 40 %, na odhadovaných 8 až 10 miliard dolarů v rámci výstavby infrastruktury. Podle odhadů celkové náklady šampionátu z období 2010–2022 dosáhly částky přibližně 200–220 miliard dolarů, ačkoli katarská vláda sumu nikdy oficiálně nepotvrdila.
| Dauhá                           | Dauhá                                   | Dauhá                                   | Dauhá                 |
| ------------------------------- | --------------------------------------- | --------------------------------------- | --------------------- |
| Chalífův mezinárodní stadion    | Stadion Education City                  | Stadium 974                             | Al Thumama Stadium    |
|                                 |                                         |                                         |                       |
| Kapacita: 40 000                | Kapacita: 40 000                        | Kapacita: 40 000                        | Kapacita: 40 000      |
| Al Chúr                         | Lusail Dauhá Al Chúr Al Wakrah Al Raján | Lusail Dauhá Al Chúr Al Wakrah Al Raján | Al Wakrah             |
| Al Bayt Stadium                 | Lusail Dauhá Al Chúr Al Wakrah Al Raján | Lusail Dauhá Al Chúr Al Wakrah Al Raján | Al Janoub Stadium     |
|                                 | Lusail Dauhá Al Chúr Al Wakrah Al Raján | Lusail Dauhá Al Chúr Al Wakrah Al Raján |                       |
| Kapacita: 60 000                | Lusail Dauhá Al Chúr Al Wakrah Al Raján | Lusail Dauhá Al Chúr Al Wakrah Al Raján | Kapacita: 40 000      |
| Al Raján                        | Lusail Dauhá Al Chúr Al Wakrah Al Raján | Lusail Dauhá Al Chúr Al Wakrah Al Raján | Lusail                |
| Stadion Ahmada bin Alího        | Lusail Dauhá Al Chúr Al Wakrah Al Raján | Lusail Dauhá Al Chúr Al Wakrah Al Raján | Lusail Iconic Stadium |
|                                 | Lusail Dauhá Al Chúr Al Wakrah Al Raján | Lusail Dauhá Al Chúr Al Wakrah Al Raján |                       |
| Kapacita: 40 000 (modernizován) | Lusail Dauhá Al Chúr Al Wakrah Al Raján | Lusail Dauhá Al Chúr Al Wakrah Al Raján | Kapacita: 80 000      |

## Sponzoři
Hlavními sponzory Mistrovství světa ve fotbale 2022 v Kataru byli:
| Hlavní partneři - Adidas - Coca-Cola - Hyundai–Kia - Qatar Airways - QatarEnergy - Visa - Wanda Group | Hlavní sponzoři - Anheuser-Busch InBev - Byju's - Crypto.com - Hisense - McDonald's - Mengniu - Vivo |

## Los a nasazení
Jeden tým z každého ze čtyř košů byl rozlosován do osmi skupin, které byly náhodně rozlosovány při pátečním losování. Katar si jako hostitel automaticky zajistil místo ve skupině A, zatímco ostatní týmy, s výjimkou těch, které se v červnu 2022 utkaly v bárážích, byly rozděleny na základě žebříčku FIFA z 31. března. Zvláštností losování je, že proběhlo v době, kdy se ještě bojovalo o tři místa na mistrovství světa. Dvě mezikontinentální play-off a jedno play-off UEFA (odložené z tohoto okna kvůli ruské invazi na Ukrajinu) se uskutečnilo v červnu 2022, přičemž tři vítězové měli místa určená při losování.
Při samotném losování musela být v každé skupině jedna evropská země (v pěti skupinách byly hned dvě), přičemž týmy z ostatních kontinentů nemohly být spojeny dohromady (takže například USA by nemohly být ve stejné skupině s Kanadou, Senegal s Kamerunem atd.).
Zde jsou losovací skupiny (s očekávanými postavením reprezentací z žebříčku FIFA, které zpracovala společnost We Global Football):
| Koš 1                                                                | Koš 2                                                             | Koš 3                                                          | Koš 4                                                                 |
| -------------------------------------------------------------------- | ----------------------------------------------------------------- | -------------------------------------------------------------- | --------------------------------------------------------------------- |
| Katar Brazílie Belgie Francie Argentina Anglie Španělsko Portugalsko | Nizozemsko Dánsko Německo Švýcarsko Uruguay Chorvatsko USA Mexiko | Írán Japonsko Maroko Srbsko Polsko Jižní Korea Senegal Tunisko | Ekvádor Saúdská Arábie Ghana Kamerun Kanada Wales Austrálie Kostarika |

## Rozhodčí
Dne 19. května 2022 FIFA oznámila seznam 36 rozhodčích, 69 asistentů rozhodčích a 24 videoasistentů rozhodčích pro turnaj. Z 36 hlavních sudích zařadila FIFA po dvou z Argentiny, Brazílie, Anglie a Francie. Poprvé v historii zápasy na velkém mužském turnaji řidily ženy.
Stéphanie Frappartová z Francie, Rwanďanka Salima Mukansangaová a Jošimi Jamašitaová z Japonska se staly prvními rozhodčími ženského pohlaví, kteří byli jmenovány na mistrovství světa ve fotbale mužů, a doplnili je tři asistentky rozhodčích, což byl rovněž první případ. Frappartová dohlížela na finále mistrovství světa žen 2019. Gambijský rozhodčí Bakary Gassama a argentinský asistent rozhodčího Juan Pablo Belatti patří mezi rozhodčí, kteří působili na svém třetím mistrovství světa. Belatti byl asistentem rozhodčího ve finále. Mezi rozhodčí, kteří byli na svém druhém mistrovství, byli César Arturo Ramos z Mexika a Janny Sikazwe ze Zambie a dále íránský asistent rozhodčího Mohámmádrezá Mansourí.

### Rozhodčí a jejich asistenti
| Konfederace | Rozhodčí                       | Asistenti                                             |
| ----------- | ------------------------------ | ----------------------------------------------------- |
| AFC         | Abdulrahmán Džasím             | Taleb Al-Marri Saud Al-Maqaleh                        |
| AFC         | Chris Beath                    | Ashley Beecham Anton Shchetinin                       |
| AFC         | Alírezá Faghání                | Mohámmádrezá Abolfázlí Mohámmádrezá Mansourí          |
| AFC         | Ma Ning                        | Cchao Ji Ši Siang                                     |
| AFC         | Muhammad Abdulá Hasan Muhammad | Muhammad Hamádí Hasan Al-Mahrí                        |
| AFC         | Jošimi Jamašitaová             | —                                                     |
| CAF         | Bakary Gassama                 | Elvis Noupue                                          |
| CAF         | Mustafa Ghorbal                | Abdelhak Ečialí Mokran Gourárí                        |
| CAF         | Victor Gomes                   | Zakhele Siwela Souru Phatsoane                        |
| CAF         | Salima Mukansangaová           | Mahmúd Abúelregal                                     |
| CAF         | Maguette N'Diaye               | Djibril Camara El Hadj Malick Samba                   |
| CAF         | Janny Sikazwe                  | Jerson dos Santos Arsénio Marrengula                  |
| CONCACAF    | Iván Barton                    | David Morán Helpys Raymundo Feliz                     |
| CONCACAF    | Ismail Elfath                  | Kyle Atkins Kathryn Nesbittová Corey Parker           |
| CONCACAF    | Mario Escobar                  | Juan Carlos Mora Caleb Wales                          |
| CONCACAF    | Said Martínez                  | Walter López Zachari Zeegelaar                        |
| CONCACAF    | César Arturo Ramos             | Karen Díazová Medinová Miguel Hernández Alberto Morín |
| CONMEBOL    | Raphael Claus                  | Neuza Backová Bruno Boschilia Danilo Manis            |
| CONMEBOL    | Andrés Matonte                 | Martín Soppi Nicolás Taran                            |
| CONMEBOL    | Kevin Ortega                   | Michael Orué Jesús Sánchez                            |
| CONMEBOL    | Fernando Rapallini             | Juan Pablo Belatti Diego Bonfá                        |
| CONMEBOL    | Wilton Sampaio                 | Rodrigo Figueiredo Bruno Pires                        |
| CONMEBOL    | Facundo Tello                  | Ezequiel Brailovsky Gabriel Chade                     |
| CONMEBOL    | Jesús Valenzuela               | Tulio Moreno Jorge Urrego                             |
| OFC         | Matthew Conger                 | Tevita Makasini Mark Rule                             |
| UEFA        | Stéphanie Frappartová          | Nicolas Danos                                         |
| UEFA        | István Kovács                  | Ovidiu Artene Vasile Marinescu                        |
| UEFA        | Danny Makkelie                 | Jan de Vries Hessel Steegstra                         |
| UEFA        | Szymon Marciniak               | Tomasz Listkiewicz Paweł Sokolnicki                   |
| UEFA        | Antonio Mateu Lahoz            | Pau Cebrián Devís Roberto Díaz Pérez del Palomar      |
| UEFA        | Michael Oliver                 | Simon Bennett Gary Beswick                            |
| UEFA        | Daniele Orsato                 | Ciro Carbone Alessandro Giallatini                    |
| UEFA        | Daniel Siebert                 | Rafael Foltyn Jan Seidel                              |
| UEFA        | Anthony Taylor                 | Stuart Burt Adam Nunn                                 |
| UEFA        | Clément Turpin                 | Cyril Gringore                                        |
| UEFA        | Slavko Vinčić                  | Tomaž Klančnik Andraž Kovačič                         |

### Videorozhodčí
| Konfederace | Videorozhodčí                 |
| ----------- | ----------------------------- |
| AFC         | Abdulla Al Marri              |
| AFC         | Muhammad Taqi                 |
| AFC         | Shaun Evans                   |
| CAF         | Rédván Džijed                 |
| CAF         | Adil Zúrak                    |
| CONCACAF    | Drew Fischer                  |
| CONCACAF    | Fernando Guerrero             |
| CONCACAF    | Armando Villarreal            |
| CONMEBOL    | Julio Bascuñán                |
| CONMEBOL    | Nicolás Gallo                 |
| CONMEBOL    | Leodán González               |
| CONMEBOL    | Juan Soto                     |
| CONMEBOL    | Mauro Vigliano                |
| UEFA        | Jérôme Brisard                |
| UEFA        | Bastian Dankert               |
| UEFA        | Ricardo de Burgos Bengoetxea  |
| UEFA        | Marco Fritz                   |
| UEFA        | Alejandro Hernández Hernández |
| UEFA        | Massimiliano Irrati           |
| UEFA        | Tomasz Kwiatkowski            |
| UEFA        | Juan Martínez Munuera         |
| UEFA        | Benoît Millot                 |
| UEFA        | Paolo Valeri                  |
| UEFA        | Pol van Boekel                |

## Soupisky
Před předložením konečné soupisky pro turnaj týmy zveřejnily předběžnou sestavu, která mohla mít až 55 hráčů. Tato soupiska musela být předložena FIFĚ do 21. října. 13. listopadu pak týmy musely jmenovat konečné soupisky, které čítají 26 hráčů. Všechny týmy mají ve svých finálních sestavách celkem 26 hráčů až na Írán a Francii, která nenahradila zraněného útočníka Karima Benzemu.

## Skupiny
Všechny časy zápasů jsou uvedeny v SEČ (místní Arabský standardní čas v Kataru je +2 hodiny).

### Skupina A

#### Tabulka
| Tým        | Z | V | R | P | VG | IG | +/- | B |
| ---------- | - | - | - | - | -- | -- | --- | - |
| Nizozemsko | 3 | 2 | 1 | 0 | 5  | 1  | +4  | 7 |
| Senegal    | 3 | 2 | 0 | 1 | 5  | 4  | +1  | 6 |
| Ekvádor    | 3 | 1 | 1 | 1 | 4  | 3  | +1  | 4 |
| Katar      | 3 | 0 | 0 | 3 | 1  | 7  | -6  | 0 |

 1. kolo
| 20. listopadu 2022 17:00 |       |                          |                                                               |
| Katar                    | 0 : 2 | Ekvádor                  | Stadion Bajt, Al Chúr diváci: 67 372 rozhodčí: Daniele Orsato |
|                          |       | 16' (pen.), 31' Valencia | Stadion Bajt, Al Chúr diváci: 67 372 rozhodčí: Daniele Orsato |

| 21. listopadu 2022 17:00 |       |                          |                                                                   |
| Senegal                  | 0 : 2 | Nizozemsko               | Al Thumama Stadium, Dauhá diváci: 41 721 rozhodčí: Wilton Sampaio |
|                          |       | 84' Gakpo 90+9' Klaassen | Al Thumama Stadium, Dauhá diváci: 41 721 rozhodčí: Wilton Sampaio |

 2. kolo
| 25. listopadu 2022 14:00 |       |                                |                                                                        |
| Katar                    | 1 : 3 | Senegal                        | Al Thumama Stadium, Dauhá diváci: 41 797 rozhodčí: Antonio Mateu Lahoz |
| Muntarí 78'              |       | 41' Dia 48' Diédhiou 84' Dieng | Al Thumama Stadium, Dauhá diváci: 41 797 rozhodčí: Antonio Mateu Lahoz |

| 25. listopadu 2022 17:00 |       |              |                                                                                 |
| Nizozemsko               | 1 : 1 | Ekvádor      | Chalífův mezinárodní stadion, Al Raján diváci: 44 833 rozhodčí: Mustafa Ghorbal |
| Gakpo 6'                 |       | 49' Valencia | Chalífův mezinárodní stadion, Al Raján diváci: 44 833 rozhodčí: Mustafa Ghorbal |

 3. kolo
| 29. listopadu 2022 16:00 |       |                               |                                                                                |
| Ekvádor                  | 1 : 2 | Senegal                       | Chalífův mezinárodní stadion, Al Raján diváci: 44 569 rozhodčí: Clément Turpin |
| Caicedo 67'              |       | 44' (pen.) Sarr 70' Koulibaly | Chalífův mezinárodní stadion, Al Raján diváci: 44 569 rozhodčí: Clément Turpin |

| 29. listopadu 2022 16:00 |       |       |                                                               |
| Nizozemsko               | 2 : 0 | Katar | Stadion Bajt, Al Chúr diváci: 66 784 rozhodčí: Bakary Gassama |
| Gakpo 26' de Jong 49'    |       |       | Stadion Bajt, Al Chúr diváci: 66 784 rozhodčí: Bakary Gassama |

### Skupina B

#### Tabulka
| Tým    | Z | V | R | P | VG | IG | +/- | B |
| ------ | - | - | - | - | -- | -- | --- | - |
| Anglie | 3 | 2 | 1 | 0 | 9  | 2  | +7  | 7 |
| USA    | 3 | 1 | 2 | 0 | 2  | 1  | +1  | 5 |
| Írán   | 3 | 1 | 0 | 2 | 4  | 7  | -3  | 3 |
| Wales  | 3 | 0 | 1 | 2 | 1  | 6  | -5  | 1 |

 1. kolo
| 21. listopadu 2022 14:00                                              |       |                           |                                                                            |
| Anglie                                                                | 6 : 2 | Írán                      | Chalífův mezinárodní stadion, Dauhá diváci: 45 334 rozhodčí: Raphael Claus |
| Bellingham 35' Saka 43', 62' Sterling 45+1' Rashford 71' Grealish 90' |       | 65', 90+13' (pen.) Taremí | Chalífův mezinárodní stadion, Dauhá diváci: 45 334 rozhodčí: Raphael Claus |

| 21. listopadu 2022 20:00 |       |                 |                                                                                |
| USA                      | 1 : 1 | Wales           | Stadion Ahmada bin Alího, Al Raján diváci: 43 418 rozhodčí: Abdulrahmán Džasím |
| Weah 36'                 |       | 82' (pen.) Bale | Stadion Ahmada bin Alího, Al Raján diváci: 43 418 rozhodčí: Abdulrahmán Džasím |

 2. kolo
| 25. listopadu 2022 11:00 |       |                             |                                                                           |
| Wales                    | 0 : 2 | Írán                        | Stadion Ahmada bin Alího, Al Raján diváci: 40 875 rozhodčí: Mario Escobar |
|                          |       | 90+8' Češmí 90+11' Rezajíán | Stadion Ahmada bin Alího, Al Raján diváci: 40 875 rozhodčí: Mario Escobar |

| 25. listopadu 2022 20:00 |       |     |                                                                 |
| Anglie                   | 0 : 0 | USA | Stadion Bajt, Al Chúr diváci: 68 463 rozhodčí: Jesús Valenzuela |
|                          |       |     | Stadion Bajt, Al Chúr diváci: 68 463 rozhodčí: Jesús Valenzuela |

 3. kolo
| 29. listopadu 2022 20:00 |       |                             |                                                                           |
| Wales                    | 0 : 3 | Anglie                      | Stadion Ahmada bin Alího, Al Raján diváci: 44 297 rozhodčí: Slavko Vinčić |
|                          |       | 50', 68' Rashford 52' Foden | Stadion Ahmada bin Alího, Al Raján diváci: 44 297 rozhodčí: Slavko Vinčić |

| 29. listopadu 2022 20:00 |       |             |                                                                        |
| Írán                     | 0 : 1 | USA         | Al Thumama Stadium, Dauhá diváci: 42 127 rozhodčí: Antonio Mateu Lahoz |
|                          |       | 38' Pulišić | Al Thumama Stadium, Dauhá diváci: 42 127 rozhodčí: Antonio Mateu Lahoz |

### Skupina C

#### Tabulka
| Tým            | Z | V | R | P | VG | IG | +/- | B |
| -------------- | - | - | - | - | -- | -- | --- | - |
| Argentina      | 3 | 2 | 0 | 1 | 5  | 2  | +3  | 6 |
| Polsko         | 3 | 1 | 1 | 1 | 2  | 2  | 0   | 4 |
| Mexiko         | 3 | 1 | 1 | 1 | 2  | 3  | -1  | 4 |
| Saúdská Arábie | 3 | 1 | 0 | 2 | 3  | 5  | -2  | 3 |

 1. kolo
| 22. listopadu 2022 11:00 |       |                          |                                                                      |
| Argentina                | 1 : 2 | Saúdská Arábie           | Lusail Iconic Stadium, Lusail diváci: 88 012 rozhodčí: Slavko Vinčić |
| Messi 10' (pen.)         |       | 48' Šehrí 53' S. Dávsárí | Lusail Iconic Stadium, Lusail diváci: 88 012 rozhodčí: Slavko Vinčić |

| 22. listopadu 2022 17:00 |       |        |                                                         |
| Mexiko                   | 0 : 0 | Polsko | Stadium 974, Dauhá diváci: 39 369 rozhodčí: Chris Beath |
|                          |       |        | Stadium 974, Dauhá diváci: 39 369 rozhodčí: Chris Beath |

 2. kolo
| 26. listopadu 2022 14:00      |       |                |                                                                       |
| Polsko                        | 2 : 0 | Saúdská Arábie | Stadion Education City, Dauhá diváci: 40 875 rozhodčí: Wilton Sampaio |
| Zieliński 39' Lewandowski 82' |       |                | Stadion Education City, Dauhá diváci: 40 875 rozhodčí: Wilton Sampaio |

| 26. listopadu 2022 20:00 |       |        |                                                                       |
| Argentina                | 2 : 0 | Mexiko | Lusail Iconic Stadium, Lusail diváci: 88 966 rozhodčí: Daniele Orsato |
| Messi 64' Fernández 87'  |       |        | Lusail Iconic Stadium, Lusail diváci: 88 966 rozhodčí: Daniele Orsato |

 3. kolo
| 30. listopadu 2022 20:00 |       |                              |                                                            |
| Polsko                   | 0 : 2 | Argentina                    | Stadium 974, Dauhá diváci: 44 089 rozhodčí: Danny Makkelie |
|                          |       | 46' Mac Allister 67' Álvarez | Stadium 974, Dauhá diváci: 44 089 rozhodčí: Danny Makkelie |

| 30. listopadu 2022 20:00 |       |                       |                                                                       |
| Saúdská Arábie           | 1 : 2 | Mexiko                | Lusail Iconic Stadium, Lusail diváci: 84 985 rozhodčí: Michael Oliver |
| Davsárí 90+5'            |       | 47' Martín 52' Chávez | Lusail Iconic Stadium, Lusail diváci: 84 985 rozhodčí: Michael Oliver |

### Skupina D

#### Tabulka
| Tým       | Z | V | R | P | VG | IG | +/- | B |
| --------- | - | - | - | - | -- | -- | --- | - |
| Francie   | 3 | 2 | 0 | 1 | 6  | 3  | +3  | 6 |
| Austrálie | 3 | 2 | 0 | 1 | 3  | 4  | -1  | 6 |
| Tunisko   | 3 | 1 | 1 | 1 | 1  | 1  | 0   | 4 |
| Dánsko    | 3 | 0 | 1 | 2 | 1  | 3  | -2  | 1 |

 1. kolo
| 22. listopadu 2022 14:00 |       |         |                                                                              |
| Dánsko                   | 0 : 0 | Tunisko | Stadion Education City, Al Raján diváci: 42 925 rozhodčí: César Arturo Ramos |
|                          |       |         | Stadion Education City, Al Raján diváci: 42 925 rozhodčí: César Arturo Ramos |

| 22. listopadu 2022 20:00              |       |            |                                                                    |
| Francie                               | 4 : 1 | Austrálie  | Al Janoub Stadium, Al Wakrah diváci: 40 875 rozhodčí: Victor Gomes |
| Rabiot 28' Giroud 32', 71' Mbappé 68' |       | 9' Goodwin | Al Janoub Stadium, Al Wakrah diváci: 40 875 rozhodčí: Victor Gomes |

 2. kolo
| 26. listopadu 2022 11:00 |       |           |                                                                      |
| Tunisko                  | 0 : 1 | Austrálie | Al Janoub Stadium, Al Wakrah diváci: 41 823 rozhodčí: Daniel Siebert |
|                          |       | Duke 23'  | Al Janoub Stadium, Al Wakrah diváci: 41 823 rozhodčí: Daniel Siebert |

| 26. listopadu 2022 17:00 |       |                 |                                                              |
| Francie                  | 2 : 1 | Dánsko          | Stadium 974, Dauhá diváci: 42 860 rozhodčí: Szymon Marciniak |
| Mbappé 61', 86'          |       | 68' Christensen | Stadium 974, Dauhá diváci: 42 860 rozhodčí: Szymon Marciniak |

 3. kolo
| 30. listopadu 2022 16:00 |       |        |                                                                       |
| Austrálie                | 1 : 0 | Dánsko | Al Janoub Stadium, Al Wakrah diváci: 41 232 rozhodčí: Mustafa Ghorbal |
| Leckie 60'               |       |        | Al Janoub Stadium, Al Wakrah diváci: 41 232 rozhodčí: Mustafa Ghorbal |

| 30. listopadu 2022 16:00 |       |         |                                                                       |
| Tunisko                  | 1 : 0 | Francie | Stadion Education City, Dauhá diváci: 43 627 rozhodčí: Matthew Conger |
| Chazrí 58'               |       |         | Stadion Education City, Dauhá diváci: 43 627 rozhodčí: Matthew Conger |

### Skupina E

#### Tabulka
| Tým       | Z | V | R | P | VG | IG | +/- | B |
| --------- | - | - | - | - | -- | -- | --- | - |
| Japonsko  | 3 | 2 | 0 | 1 | 4  | 3  | +1  | 6 |
| Španělsko | 3 | 1 | 1 | 1 | 9  | 3  | +6  | 4 |
| Německo   | 3 | 1 | 1 | 1 | 6  | 5  | +1  | 4 |
| Kostarika | 3 | 1 | 0 | 2 | 3  | 11 | -8  | 3 |

 1. kolo
| 23. listopadu 2022 14:00 |       |                    |                                                                          |
| Německo                  | 1 : 2 | Japonsko           | Chalífův mezinárodní stadion, Dauhá diváci: 42 608 rozhodčí: Iván Barton |
| Gündoğan 33' (pen.)      |       | 75' Dóan 83' Asano | Chalífův mezinárodní stadion, Dauhá diváci: 42 608 rozhodčí: Iván Barton |

| 23. listopadu 2022 17:00                                                    |       |           |                                                                                    |
| Španělsko                                                                   | 7 : 0 | Kostarika | Al Thumama Stadium, Dauhá diváci: 40 013 rozhodčí: Mohammed Abdulla Hassan Mohamed |
| Olmo 11' Asensio 21' Torres 31' (pen.), 54' Gavi 74' Soler 90' Morata 90+2' |       |           | Al Thumama Stadium, Dauhá diváci: 40 013 rozhodčí: Mohammed Abdulla Hassan Mohamed |

 2. kolo
| 27. listopadu 2022 11:00 |       |            |                                                                            |
| Japonsko                 | 0 : 1 | Kostarika  | Stadion Ahmada bin Alího, Al Raján diváci: 41 479 rozhodčí: Michael Oliver |
|                          |       | 81' Fuller | Stadion Ahmada bin Alího, Al Raján diváci: 41 479 rozhodčí: Michael Oliver |

| 27. listopadu 2022 20:00 |       |              |                                                               |
| Španělsko                | 1 : 1 | Německo      | Stadion Bajt, Al Chúr diváci: 68 895 rozhodčí: Danny Makkelie |
| Morata 62'               |       | 83' Füllkrug | Stadion Bajt, Al Chúr diváci: 68 895 rozhodčí: Danny Makkelie |

 3. kolo
| 1. prosince 2022 20:00 |       |            |                                                                           |
| Japonsko               | 2 : 1 | Španělsko  | Chalífův mezinárodní stadion, Dauhá diváci: 44 851 rozhodčí: Victor Gomes |
| Dóan 48' Tanaka 51'    |       | 12' Morata | Chalífův mezinárodní stadion, Dauhá diváci: 44 851 rozhodčí: Victor Gomes |

| 1. prosince 2022 20:00 |       |                                          |                                                                      |
| Kostarika              | 2 : 4 | Německo                                  | Stadion Bajt, Al Chúr diváci: 67 054 rozhodčí: Stéphanie Frappartová |
| Tejeda 58' Vargas 70'  |       | 10' Gnabry 73', 85' Havertz 89' Füllkrug | Stadion Bajt, Al Chúr diváci: 67 054 rozhodčí: Stéphanie Frappartová |

### Skupina F

#### Tabulka
| Tým        | Z | V | R | P | VG | IG | +/- | B |
| ---------- | - | - | - | - | -- | -- | --- | - |
| Maroko     | 3 | 2 | 1 | 0 | 4  | 1  | +3  | 7 |
| Chorvatsko | 3 | 1 | 2 | 0 | 4  | 1  | +3  | 5 |
| Belgie     | 3 | 1 | 1 | 1 | 1  | 2  | -1  | 4 |
| Kanada     | 3 | 0 | 0 | 3 | 2  | 7  | -5  | 0 |

 1. kolo
| 23. listopadu 2022 11:00 |       |            |                                                                   |
| Maroko                   | 0 : 0 | Chorvatsko | Stadion Bajt, Al Chúr diváci: 59 407 rozhodčí: Fernando Rapallini |
|                          |       |            | Stadion Bajt, Al Chúr diváci: 59 407 rozhodčí: Fernando Rapallini |

| 23. listopadu 2022 20:00 |       |        |                                                                           |
| Belgie                   | 1 : 0 | Kanada | Stadion Ahmada bin Alího, Al Raján diváci: 40 432 rozhodčí: Janny Sikazwe |
| Batshuayi 44'            |       |        | Stadion Ahmada bin Alího, Al Raján diváci: 40 432 rozhodčí: Janny Sikazwe |

 2. kolo
| 27. listopadu 2022 14:00 |       |                           |                                                                       |
| Belgie                   | 0 : 2 | Maroko                    | Al Thumama Stadium, Dauhá diváci: 43 738 rozhodčí: César Arturo Ramos |
|                          |       | 73' Sabirí 90+2' Abúchlál | Al Thumama Stadium, Dauhá diváci: 43 738 rozhodčí: César Arturo Ramos |

| 27. listopadu 2022 17:00                 |       |           |                                                                             |
| Chorvatsko                               | 4 : 1 | Kanada    | Chalífův mezinárodní stadion, Dauhá diváci: 44 374 rozhodčí: Andrés Matonte |
| Kramarić 36', 70' Livaja 44' Majer 90+4' |       | 2' Davies | Chalífův mezinárodní stadion, Dauhá diváci: 44 374 rozhodčí: Andrés Matonte |

 3. kolo
| 1. prosince 2022 16:00 |       |        |                                                                            |
| Chorvatsko             | 0 : 0 | Belgie | Stadion Ahmada bin Alího, Al Raján diváci: 43 984 rozhodčí: Anthony Taylor |
|                        |       |        | Stadion Ahmada bin Alího, Al Raján diváci: 43 984 rozhodčí: Anthony Taylor |

| 1. prosince 2022 16:00 |       |                         |                                                                  |
| Kanada                 | 1 : 2 | Maroko                  | Al Thumama Stadium, Dauhá diváci: 43 102 rozhodčí: Raphael Claus |
| Aguerd 40' (vl.)       |       | 4' Zijach 23' En-Nesjrí | Al Thumama Stadium, Dauhá diváci: 43 102 rozhodčí: Raphael Claus |

### Skupina G

#### Tabulka
| Tým       | Z | V | R | P | VG | IG | +/- | B |
| --------- | - | - | - | - | -- | -- | --- | - |
| Brazílie  | 3 | 2 | 0 | 1 | 3  | 1  | +2  | 6 |
| Švýcarsko | 3 | 2 | 0 | 1 | 4  | 3  | +1  | 6 |
| Kamerun   | 3 | 1 | 1 | 1 | 4  | 4  | 0   | 4 |
| Srbsko    | 3 | 0 | 1 | 2 | 5  | 8  | -3  | 1 |

 1. kolo
| 24. listopadu 2022 11:00 |       |         |                                                                     |
| Švýcarsko                | 1 : 0 | Kamerun | Al Janoub Stadium, Al Wakrah diváci: 39 089 rozhodčí: Facundo Tello |
| Embolo 48'               |       |         | Al Janoub Stadium, Al Wakrah diváci: 39 089 rozhodčí: Facundo Tello |

| 24. listopadu 2022 20:00 |       |        |                                                                        |
| Brazílie                 | 2 : 0 | Srbsko | Lusail Iconic Stadium, Lusail diváci: 88 103 rozhodčí: Alírezá Faghání |
| Richarlison 62', 73'     |       |        | Lusail Iconic Stadium, Lusail diváci: 88 103 rozhodčí: Alírezá Faghání |

 2. kolo
| 28. listopadu 2022 11:00                        |       |                                                    |                                                                                      |
| Kamerun                                         | 3 : 3 | Srbsko                                             | Al Janoub Stadium, Al Wakrah diváci: 39 789 rozhodčí: Muhammad Abdulá Hasan Muhammad |
| Castelletto 29' Aboubakar 63' Choupo-Moting 63' |       | 45+1' Pavlović 45+3' Milinković-Savić 53' Mitrović | Al Janoub Stadium, Al Wakrah diváci: 39 789 rozhodčí: Muhammad Abdulá Hasan Muhammad |

| 28. listopadu 2022 17:00 |       |           |                                                         |
| Brazílie                 | 1 : 0 | Švýcarsko | Stadium 974, Dauhá diváci: 43 649 rozhodčí: Iván Barton |
| Casemiro 83'             |       |           | Stadium 974, Dauhá diváci: 43 649 rozhodčí: Iván Barton |

 3. kolo
| 2. prosince 2022 20:00    |       |                                    |                                                                |
| Srbsko                    | 2 : 3 | Švýcarsko                          | Stadium 974, Dauhá diváci: 41 378 rozhodčí: Fernando Rapallini |
| Mitrović 26' Vlahović 35' |       | 20' Shaqiri 44' Embolo 48' Freuler | Stadium 974, Dauhá diváci: 41 378 rozhodčí: Fernando Rapallini |

| 2. prosince 2022 20:00 |       |          |                                                                      |
| Kamerun                | 1 : 0 | Brazílie | Lusail Iconic Stadium, Lusail diváci: 85 986 rozhodčí: Ismail Elfath |
| Aboubakar 90+2'        |       |          | Lusail Iconic Stadium, Lusail diváci: 85 986 rozhodčí: Ismail Elfath |

### Skupina H

#### Tabulka
| Tým         | Z | V | R | P | VG | IG | +/- | B |
| ----------- | - | - | - | - | -- | -- | --- | - |
| Portugalsko | 3 | 2 | 0 | 1 | 6  | 4  | +2  | 6 |
| Jižní Korea | 3 | 1 | 1 | 1 | 4  | 4  | 0   | 4 |
| Uruguay     | 3 | 1 | 1 | 1 | 2  | 2  | 0   | 4 |
| Ghana       | 3 | 1 | 0 | 2 | 5  | 7  | -2  | 3 |

 1. kolo
| 24. listopadu 2022 14:00 UTC+3 |       |             |                                                                          |
| Uruguay                        | 0 : 0 | Jižní Korea | Stadion Education City, Al Raján diváci: 41 663 rozhodčí: Clément Turpin |
|                                |       |             | Stadion Education City, Al Raján diváci: 41 663 rozhodčí: Clément Turpin |

| 24. listopadu 2022 17:00 UTC+3        |       |                        |                                                           |
| Portugalsko                           | 3 : 2 | Ghana                  | Stadium 974, Dauhá diváci: 42 662 rozhodčí: Ismail Elfath |
| Ronaldo 65' (pen.) Félix 78' Leão 80' |       | 73' A. Ayew 89' Bukari | Stadium 974, Dauhá diváci: 42 662 rozhodčí: Ismail Elfath |

 2. kolo
| 28. listopadu 2022 14:00 |       |                           |                                                                          |
| Jižní Korea              | 2 : 3 | Ghana                     | Stadion Education City, Al Raján diváci: 43 983 rozhodčí: Anthony Taylor |
| Ku-song 58', 61'         |       | 24' Salisu 34', 68' Kudus | Stadion Education City, Al Raján diváci: 43 983 rozhodčí: Anthony Taylor |

| 28. listopadu 2022 20:00   |       |         |                                                                         |
| Portugalsko                | 2 : 0 | Uruguay | Lusail Iconic Stadium, Lusail diváci: 88 668 rozhodčí: Alírezá Faghání) |
| Fernandes 54', 90+3' (pen) |       |         | Lusail Iconic Stadium, Lusail diváci: 88 668 rozhodčí: Alírezá Faghání) |

 3. kolo
| 2. prosince 2022 16:00 |       |                        |                                                                      |
| Ghana                  | 0 : 2 | Uruguay                | Al Janoub Stadium, Al Wakrah diváci: 43 443 rozhodčí: Daniel Siebert |
|                        |       | 26', 32' de Arrascaeta | Al Janoub Stadium, Al Wakrah diváci: 43 443 rozhodčí: Daniel Siebert |

| 2. prosince 2022 16:00       |       |             |                                                                         |
| Jižní Korea                  | 2 : 1 | Portugalsko | Stadion Education City, Al Raján diváci: 44 097 rozhodčí: Facundo Tello |
| Jong-kwon 27' Hi-čchan 90+1' |       | 5' Horta    | Stadion Education City, Al Raján diváci: 44 097 rozhodčí: Facundo Tello |

## Vyřazovací fáze
Ve vyřazovací fázi se v případě rovnosti skóre na konci normální hrací doby hraje prodloužení na dvě půle po 15. minutách. Po něm následuje v případě potřeby penaltový rozstřel, který určí vítěze.
Všechny časy zápasů jsou uvedeny v SEČ (místní Arabský standardní čas v Kataru je +2 hodiny).

### Pavouk
|  | Osmifinále                             | Osmifinále                             |                                   |       | Čtvrtfinále   | Čtvrtfinále   |                                 |                                 | Semifinále | Semifinále |  |  | Finále | Finále |
|  |                                        |                                        |                                   |       |               |               |                                 |                                 |            |            |  |  |        |        |
|  | 3. prosince – Dauhá (Chalífův)         |                                        |                                   |       |               |               |                                 |                                 |            |            |  |  |        |        |
|  |                                        |                                        |                                   |       |               |               |                                 |                                 |            |            |  |  |        |        |
|  | Nizozemsko                             | 3                                      |                                   |       |               |               |                                 |                                 |            |            |  |  |        |        |
|  | Nizozemsko                             | 3                                      | 9. prosince – Lusail              |       |               |               |                                 |                                 |            |            |  |  |        |        |
|  | USA                                    | 1                                      |                                   |       |               |               |                                 |                                 |            |            |  |  |        |        |
|  | USA                                    | 1                                      | Nizozemsko                        | 2 (3) |               |               |                                 |                                 |            |            |  |  |        |        |
|  | 3. prosince – Al Raján (Ahmad bin Alí) |                                        | Nizozemsko                        | 2 (3) |               |               |                                 |                                 |            |            |  |  |        |        |
|  |                                        | Argentina (p)                          | 2 (4)                             |       |               |               |                                 |                                 |            |            |  |  |        |        |
|  | Argentina                              | Argentina (p)                          | 2 (4)                             | 2     |               |               |                                 |                                 |            |            |  |  |        |        |
|  | Argentina                              |                                        | 13. prosince – Lusail             | 2     |               |               |                                 |                                 |            |            |  |  |        |        |
|  | Austrálie                              | 1                                      |                                   |       |               |               |                                 |                                 |            |            |  |  |        |        |
|  | Austrálie                              | 1                                      | Argentina                         | 3     |               |               |                                 |                                 |            |            |  |  |        |        |
|  | 5. prosince – Al Wakrah                |                                        | Argentina                         | 3     |               |               |                                 |                                 |            |            |  |  |        |        |
|  |                                        | Chorvatsko                             | 0                                 |       |               |               |                                 |                                 |            |            |  |  |        |        |
|  | Japonsko                               | Chorvatsko                             | 0                                 | 1 (1) |               |               |                                 |                                 |            |            |  |  |        |        |
|  | Japonsko                               | 9. prosince – Al Raján (Ahmad bin Alí) |                                   | 1 (1) |               |               |                                 |                                 |            |            |  |  |        |        |
|  | Chorvatsko (p)                         | 1 (4)                                  |                                   |       |               |               |                                 |                                 |            |            |  |  |        |        |
|  | Chorvatsko (p)                         | 1 (4)                                  | Chorvatsko (p)                    | 1 (4) |               |               |                                 |                                 |            |            |  |  |        |        |
|  | 5. prosince – Dauhá (974)              |                                        | Chorvatsko (p)                    | 1 (4) |               |               |                                 |                                 |            |            |  |  |        |        |
|  |                                        | Brazílie                               | 1 (2)                             |       |               |               |                                 |                                 |            |            |  |  |        |        |
|  | Brazílie                               | Brazílie                               | 1 (2)                             | 4     |               |               |                                 |                                 |            |            |  |  |        |        |
|  | Brazílie                               |                                        | 18. prosince – Lusail             | 4     |               |               |                                 |                                 |            |            |  |  |        |        |
|  | Jižní Korea                            | 1                                      |                                   |       |               |               |                                 |                                 |            |            |  |  |        |        |
|  | Jižní Korea                            | 1                                      | Argentina (p)                     | 3 (4) |               |               |                                 |                                 |            |            |  |  |        |        |
|  | 4. prosince – Al Chúr                  |                                        | Argentina (p)                     | 3 (4) |               |               |                                 |                                 |            |            |  |  |        |        |
|  |                                        | Francie                                | 3 (2)                             |       |               |               |                                 |                                 |            |            |  |  |        |        |
|  | Anglie                                 | Francie                                | 3 (2)                             | 3     |               |               |                                 |                                 |            |            |  |  |        |        |
|  | Anglie                                 | 10. prosince – Al Chúr                 |                                   | 3     |               |               |                                 |                                 |            |            |  |  |        |        |
|  | Senegal                                | 0                                      |                                   |       |               |               |                                 |                                 |            |            |  |  |        |        |
|  | Senegal                                | 0                                      | Anglie                            | 1     |               |               |                                 |                                 |            |            |  |  |        |        |
|  | 4. prosince – Dauhá (Al Thumama)       |                                        | Anglie                            | 1     |               |               |                                 |                                 |            |            |  |  |        |        |
|  |                                        | Francie                                | 2                                 |       |               |               |                                 |                                 |            |            |  |  |        |        |
|  | Francie                                | Francie                                | 2                                 | 3     |               |               |                                 |                                 |            |            |  |  |        |        |
|  | Francie                                |                                        | 14. prosince – Al Chúr            | 3     |               |               |                                 |                                 |            |            |  |  |        |        |
|  | Polsko                                 | 1                                      |                                   |       |               |               |                                 |                                 |            |            |  |  |        |        |
|  | Polsko                                 | 1                                      | Francie                           | 2     |               |               |                                 |                                 |            |            |  |  |        |        |
|  | 6. prosince – Al Raján (Education)     |                                        | Francie                           | 2     |               |               |                                 |                                 |            |            |  |  |        |        |
|  |                                        | Maroko                                 | 0                                 |       | O třetí místo | O třetí místo |                                 |                                 |            |            |  |  |        |        |
|  | Maroko (p)                             | Maroko                                 | 0                                 | 0 (3) | O třetí místo | O třetí místo |                                 |                                 |            |            |  |  |        |        |
|  | Maroko (p)                             | 10. prosince – Dauhá (Al Thumama)      | 10. prosince – Dauhá (Al Thumama) | 0 (3) |               |               | 17. prosince – Dauhá (Chalífův) | 17. prosince – Dauhá (Chalífův) |            |            |  |  |        |        |
|  | Španělsko                              | 10. prosince – Dauhá (Al Thumama)      | 10. prosince – Dauhá (Al Thumama) | 0 (0) |               |               | 17. prosince – Dauhá (Chalífův) | 17. prosince – Dauhá (Chalífův) |            |            |  |  |        |        |
|  | Španělsko                              | Maroko                                 | 1                                 | 0 (0) | Chorvatsko    | 2             |                                 |                                 |            |            |  |  |        |        |
|  | 6. prosince – Lusail                   | Maroko                                 | 1                                 |       | Chorvatsko    | 2             |                                 |                                 |            |            |  |  |        |        |
|  |                                        | Portugalsko                            | 0                                 |       | Maroko        | 1             |                                 |                                 |            |            |  |  |        |        |
|  | Portugalsko                            | Portugalsko                            | 0                                 | 6     | Maroko        | 1             |                                 |                                 |            |            |  |  |        |        |
|  | Portugalsko                            |                                        |                                   | 6     |               |               |                                 |                                 |            |            |  |  |        |        |
|  | Švýcarsko                              | 1                                      |                                   |       |               |               |                                 |                                 |            |            |  |  |        |        |
|  | Švýcarsko                              | 1                                      |                                   |       |               |               |                                 |                                 |            |            |  |  |        |        |

### Osmifinále
| 3. prosince 2022 16:00             |       |            |                                                                             |
| Nizozemsko                         | 3 : 1 | USA        | Chalífův mezinárodní stadion, Dauhá diváci: 44 846 rozhodčí: Wilton Sampaio |
| Depay 10' Blind 45+1' Dumfries 81' |       | 76' Wright | Chalífův mezinárodní stadion, Dauhá diváci: 44 846 rozhodčí: Wilton Sampaio |

| 3. prosince 2022 20:00 |       |                     |                                                                              |
| Argentina              | 2 : 1 | Austrálie           | Stadion Ahmada bin Alího, Al Raján diváci: 45 032 rozhodčí: Szymon Marciniak |
| Messi 35' Álvarez 57'  |       | 77' (vl.) Fernández | Stadion Ahmada bin Alího, Al Raján diváci: 45 032 rozhodčí: Szymon Marciniak |

| 4. prosince 2022 16:00       |       |                          |                                                                     |
| Francie                      | 3 : 1 | Polsko                   | Al Thumama Stadium, Dauhá diváci: 40 989 rozhodčí: Jesús Valenzuela |
| Giroud 44' Mbappé 74', 90+1' |       | 90+9' (pen.) Lewandowski | Al Thumama Stadium, Dauhá diváci: 40 989 rozhodčí: Jesús Valenzuela |

| 4. prosince 2022 20:00            |       |         |                                                            |
| Anglie                            | 3 : 0 | Senegal | Stadion Bajt, Al Chúr diváci: 65 985 rozhodčí: Iván Barton |
| Henderson 38' Kane 45+3' Saka 57' |       |         | Stadion Bajt, Al Chúr diváci: 65 985 rozhodčí: Iván Barton |

| 5. prosince 2022 16:00 |            |             |                                                                   |
| Japonsko               | 1 : 1 (PP) | Chorvatsko  | Al Janoub Stadium, Al Chúr diváci: 42 523 rozhodčí: Ismail Elfath |
| Maeda 43'              |            | 55' Perišić | Al Janoub Stadium, Al Chúr diváci: 42 523 rozhodčí: Ismail Elfath |

|                              |       | Penaltový rozstřel             |  |
| Minamino Mitoma Asano Jošida | 1 : 3 | Vlašić Brozović Livaja Pašalić |  |

| 5. prosince 2022 20:00                                    |       |             |                                                            |
| Brazílie                                                  | 4 : 1 | Jižní Korea | Stadium 974, Dauhá diváci: 43 847 rozhodčí: Clément Turpin |
| Vinícius 7' Neymar 13' (pen.) Richarlison 29' Paquetá 36' |       | 76' Sung-ho | Stadium 974, Dauhá diváci: 43 847 rozhodčí: Clément Turpin |

| 6. prosince 2022 16:00 |            |           |                                                                              |
| Maroko                 | 0 : 0 (PP) | Španělsko | Stadion Education City, Al Raján diváci: 44 667 rozhodčí: Fernando Rapallini |
|                        |            |           | Stadion Education City, Al Raján diváci: 44 667 rozhodčí: Fernando Rapallini |

|                             |       | Penaltový rozstřel     |  |
| Sabiri Zijach Benoun Hakimi | 3 : 0 | Sarabia Soler Busquets |  |

| 6. prosince 2022 20:00                                |       |            |                                                                           |
| Portugalsko                                           | 6 : 1 | Švýcarsko  | Lusail Iconic Stadium, Lusail diváci: 83 720 rozhodčí: César Arturo Ramos |
| Ramos 17', 51', 67' Pepe 33' Guerreiro 55' Leão 90+2' |       | 58' Akanji | Lusail Iconic Stadium, Lusail diváci: 83 720 rozhodčí: César Arturo Ramos |

### Čtvrtfinále
| 9. prosince 2022 16:00 |            |               |                                                                          |
| Chorvatsko             | 1 : 1 (PP) | Brazílie      | Stadion Education City, Al Raján diváci: 43 893 rozhodčí: Michael Oliver |
| Petković 117'          |            | 105+1' Neymar | Stadion Education City, Al Raján diváci: 43 893 rozhodčí: Michael Oliver |

|                           |       | Penaltový rozstřel                |  |
| Vlašić Majer Modrić Oršić | 4 : 2 | Rodrygo Casemiro Pedro Marquinhos |  |

| 9. prosince 2022 20:00 |            |                             |                                                                            |
| Nizozemsko             | 2 : 2 (PP) | Argentina                   | Lusail Iconic Stadium, Lusail diváci: 88 235 rozhodčí: Antonio Mateu Lahoz |
| Weghorst 83', 90+11'   |            | 35' Molina 73' (pen.) Messi | Lusail Iconic Stadium, Lusail diváci: 88 235 rozhodčí: Antonio Mateu Lahoz |

|                                                   |       | Penaltový rozstřel                       |  |
| van Dijk Berghuis Koopmeiners Weghorst L. de Jong | 3 : 4 | Messi Paredes Montiel Fernández Martínez |  |

| 10. prosince 2022 16:00 |       |             |                                                                  |
| Maroko                  | 1 : 0 | Portugalsko | Al Thumama Stadium, Dauhá diváci: 44 198 rozhodčí: Facundo Tello |
| En-Nesjrí 42'           |       |             | Al Thumama Stadium, Dauhá diváci: 44 198 rozhodčí: Facundo Tello |

| 10. prosince 2022 20:00 |       |                           |                                                               |
| Anglie                  | 1 : 2 | Francie                   | Stadion Bajt, Al Chúr diváci: 68 895 rozhodčí: Wilton Sampaio |
| Kane 54' (pen.)         |       | 17' Tchouaméni 78' Giroud | Stadion Bajt, Al Chúr diváci: 68 895 rozhodčí: Wilton Sampaio |

### Semifinále
| 13. prosince 2022 20:00           |       |            |                                                                       |
| Argentina                         | 3 : 0 | Chorvatsko | Lusail Iconic Stadium, Lusail diváci: 88 966 rozhodčí: Daniele Orsato |
| Messi 34' (pen.) Álvarez 39', 69' |       |            | Lusail Iconic Stadium, Lusail diváci: 88 966 rozhodčí: Daniele Orsato |

| 14. prosince 2022 20:00        |       |        |                                                                   |
| Francie                        | 2 : 0 | Maroko | Stadion Bajt, Al Chúr diváci: 68 294 rozhodčí: César Arturo Ramos |
| T. Hernández 5' Kolo Muani 79' |       |        | Stadion Bajt, Al Chúr diváci: 68 294 rozhodčí: César Arturo Ramos |

### Zápas o 3. místo
| 17. prosince 2022 16:00 |       |         |                                                                                    |
| Chorvatsko              | 2 : 1 | Maroko  | Chalífův mezinárodní stadion, Dauhá diváci: 44 137 rozhodčí: Abdulrahman Al-Jassim |
| Gvardiol 7' Oršić 42'   |       | 9' Darí | Chalífův mezinárodní stadion, Dauhá diváci: 44 137 rozhodčí: Abdulrahman Al-Jassim |

### Finále
| 18. prosince 2022 16:00             |            |                                     |                                                                         |
| Argentina                           | 3 : 3 (PP) | Francie                             | Lusail Iconic Stadium, Lusail diváci: 88 966 rozhodčí: Szymon Marciniak |
| Messi 23' (pen.), 109' Di María 36' |            | 80' (pen.), 81', 118' (pen.) Mbappé | Lusail Iconic Stadium, Lusail diváci: 88 966 rozhodčí: Szymon Marciniak |

|                              |       | Penaltový rozstřel                 |  |
| Messi Dybala Paredes Montiel | 4 : 2 | Mbappé Coman Tchouaméni Kolo Muani |  |

## Vítěz
| Mistrovství světa ve fotbale 2022 Argentina 3. titul |

## Tabulka střelců

### Střelci

#### 8 gólů
- Kylian Mbappé

#### 7 gólů
- Lionel Messi

#### 5 góly
- Julián Álvarez
- Olivier Giroud

#### 3 góly
- Richarlison
- Enner Valencia
- Marcus Rashford
- Bukayo Saka
- Cody Gakpo
- Gonçalo Ramos
- Álvaro Morata

#### 2 góly
- Neymar
- Vincent Aboubakar
- Andrej Kramarić
- Harry Kane
- Niclas Füllkrug
- Kai Havertz
- Mohammed Kudus
- Mahdí Taremí
- Ricu Dóan
- Júsuf En-Nesjrí
- Wout Weghorst
- Robert Lewandowski
- Bruno Fernandes
- Rafael Leão
- Sálim Davsárí
- Aleksandar Mitrović
- Cho Gue-sung
- Ferrán Torres
- Breel Embolo
- Giorgian de Arrascaeta

#### 1 gól
- Ángel Di María
- Enzo Fernández
- Alexis Mac Allister
- Nahuel Molina
- Mitchell Duke
- Craig Goodwin
- Mathew Leckie
- Michy Batshuayi
- Casemiro
- Lucas Paquetá
- Vinícius Júnior
- Jean-Charles Castelletto
- Eric Maxim Choupo-Moting
- Alphonso Davies
- Keysher Fuller
- Yeltsin Tejeda
- Juan Pablo Vargas
- Joško Gvardiol
- Marko Livaja
- Lovro Majer
- Mislav Oršić
- Ivan Perišić
- Bruno Petković
- Andreas Christensen
- Moisés Caicedo
- Jude Bellingham
- Phil Foden
- Jack Grealish
- Jordan Henderson
- Raheem Sterling
- Theo Hernández
- Randal Kolo Muani
- Adrien Rabiot
- Aurélien Tchouaméni
- Serge Gnabry
- İlkay Gündoğan
- André Ayew
- Osman Bukari
- Mohammed Salisu
- Rouzbeh Cheshmi
- Ramin Rezaeian
- Takuma Asano
- Daizen Maeda
- Ao Tanaka
- Luis Chávez
- Henry Martín
- Zakaria Aboukhlal
- Ašraf Darí
- Romain Saïss
- Hakim Zijach
- Daley Blind
- Memphis Depay
- Denzel Dumfries
- Frenkie de Jong
- Davy Klaassen
- Piotr Zieliński
- João Félix
- Raphaël Guerreiro
- Ricardo Horta
- Pepe
- Cristiano Ronaldo
- Mohammed Muntari
- Saléh Šehrí
- Boulaye Dia
- Famara Diédhiou
- Bamba Dieng
- Kalidou Koulibaly
- Ismaïla Sarr
- Sergej Milinković-Savić
- Strahinja Pavlović
- Dušan Vlahović
- Hwang Hi-čchan
- Young-Gwon Kim
- Paik Seung-ho
- Marco Asensio
- Gavi
- Dani Olmo
- Carlos Soler
- Manuel Akanji
- Remo Freuler
- Xherdan Shaqiri
- Vahbí Chazrí
- Christian Pulišić
- Timothy Weah
- Haji Wright
- Gareth Bale

vlastní góly
- Enzo Fernández
- Nayef Aguerd

## Kritika a kontroverze

### Katar a fotbal

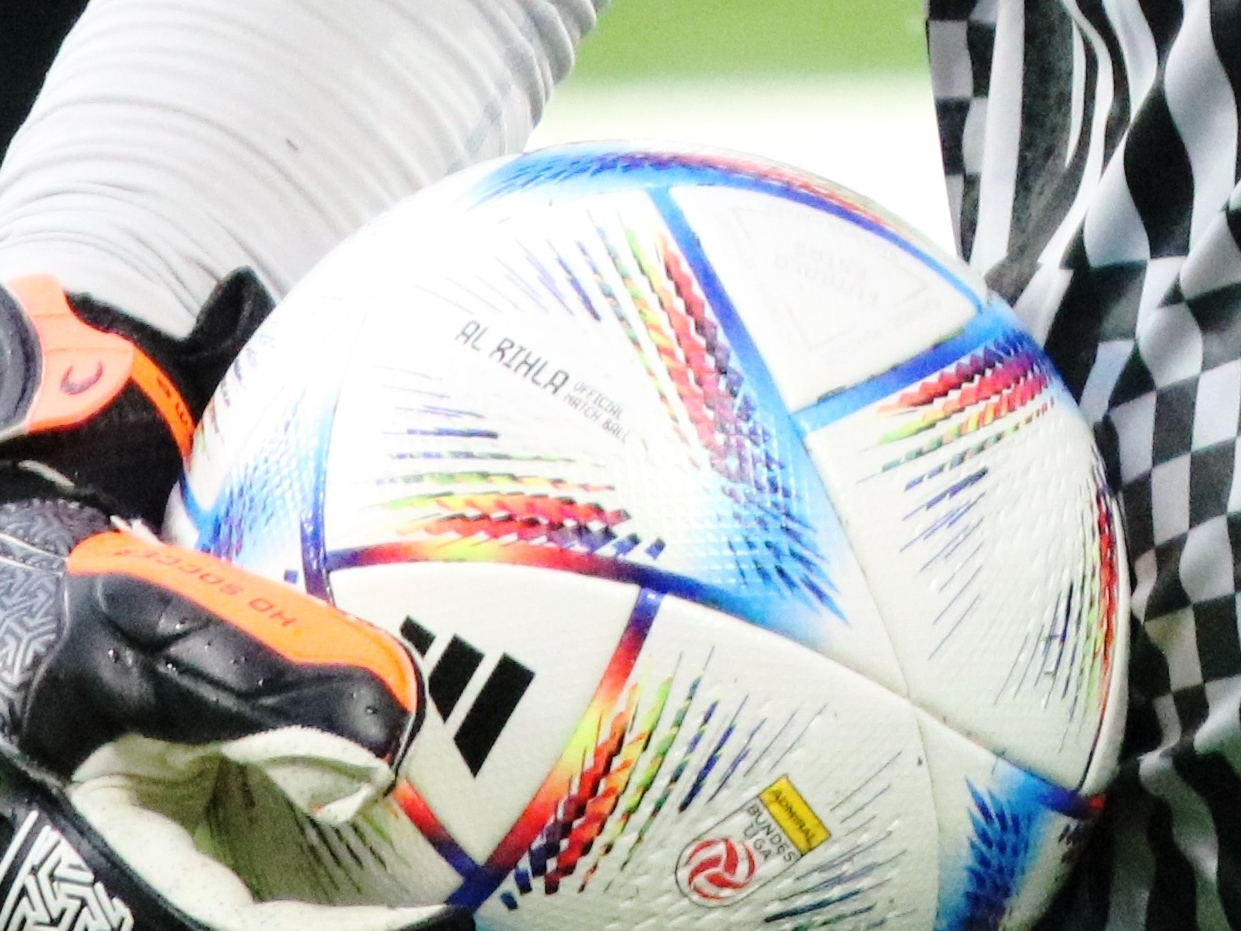
Adidas Al Rihla (česky Cesta), oficiální míč šampionátu

Dne 2. prosince 2010 vybral dvacetidvoučlenný výkonný výbor FIFA Katar, který se tak stal první muslimskou, arabskou a středovýchodní zemí pověřenou pořádáním fotbalového MS. V té době byl Katar v žebříčku FIFA na 113. místě na světě a nikdy předtím se na mistrovství světa nekvalifikoval. Nejdále kam tým postoupil, bylo čtvrtfinále Mistrovství Asie ve fotbale v roce 2000. Katar bude také nejmenší zemí, která kdy hostila mistrovství. Katar také zaměstnával migranty, aby naplnili prázdné stadiony v národní lize a platil jim jeden dolar za hodinu, aby seděli na stadionech a předstírali, že se baví.

### Podnebí
Volba této země byla kritizovaná zejména z hlediska místního, příliš teplého podnebí. Mistrovství se bude hrát místo obvyklého června-července až v listopadu-prosinci. Termín tak zasahuje do pravidelných sezónních plánů domácích lig po celém světě. Výkonný ředitel Premier League uvedl, že bude zvažovat soudní kroky proti FIFA, protože mistrovství zasahuje do populárního programu Premier League. Sepp Blatter, který byl prezidentem FIFA, když byl vybrán Katar, později poznamenal, že udělení MS Kataru bylo „chybou“ kvůli extrémnímu horku.

### Právní systém
Další kritika směřovala také na zdejší přístup k LGBT osobám a silnou diskriminaci žen. Ženy v Kataru musí získat povolení od svých mužských opatrovníků, aby se mohly vdát, studovat v zahraničí na vládní stipendia, pracovat v mnoha vládních zaměstnáních, cestovat do zahraničí, dostávat určité formy péče o reprodukční zdraví a působit jako primární opatrovník dětí, i když jsou rozvedené.
V Kataru je homosexuální jednání mezi muži ilegální a za homosexuální pohlavní styk hrozí vězení ve výši pěti let. V roce 2013 byl Katar mezi zeměmi Perského zálivu, které přistoupily k plánu zavést testování gayů s úmyslem zákazu jejich vstupu na své území. Např. americká asociace gay fotbalových fanoušků GFSN vyjádřila obavu, zda a jak hodlá FIFA zajistit vlídné přijetí LGBT fotbalových hráčů a fanoušku v Kataru. Po zvěstech, že Katar zavede lékařské screeningové testy na odhalení a zákaz homosexuálům vstupovat do země, LGBT aktivista Peter Tatchell řekl, že „FIFA nemá nyní jinou možnost než mistrovství v Kataru zrušit“. Tyto testy však zatím[kdy?] Katar na mistrovství nepotvrdil.
Ačkoli FIFA v roce 2020 prohlásila, že duhové vlajky či trička budou na šampionátu vítány, pořadatelé v dubnu 2022 ohlásili jejich zákaz, a to s odvoláním na bezpečnost lidí, aby nebyli napadáni za propagaci homosexuality a LGBT svobod. Společnost FARE, zabývající se monitoringem případů diskriminace ve fotbale, rozhodnutí kritizovala s tím, že v Kataru hrozí větší nebezpečí fanouškům s duhovou vlajkou od státu nežli od jiných lidí. Kapitáni sedmi evropských reprezentací (Anglie, Belgie, Dánska, Německa, Nizozemska, Švýcarska a Walesu) v rámci kampaně proti diskriminaci OneLove (Jedna láska) měli nastoupit k zápasům s duhovou páskou, FIFA však pohrozila trestáním takového gesta žlutou kartou a národní fotbalové federace poté oznámily, že kapitáni s páskami nenastoupí. FIFA místo duhových pásek schválila pouze pásky s nápisem „No Discrimination“ (Ne diskriminaci). Marketingový tým reprezentace USA avizoval vyvěšení inkluzivního loga US Soccer s duhovými pruhy, vytvořeného roku 2020 v rámci kampaně Be The Change (Buď změnou), v prostorách obývaných americkými fotbalisty.
Přestože Katar neuznává stát Izrael, vedoucí delegace Kataru uvedl, že pokud se Izrael kvalifikuje, bude se moci turnaje zúčastnit. Izrael se na turnaj nekvalifikoval.
Hassan Abdulla al Thawadi, výkonný ředitel mistrovství, řekl, že muslimský stát by také mohl zakázat konzumaci alkoholu v průběhu akce. Pití alkoholu na veřejnosti není povoleno, jelikož právní systém Kataru je založen na právu šaría. Skutečně pak byl oproti vyjednané dohodě několik dní před zahájením šampionátu zakázán prodej alkoholu v okolí stadionů.
Kritizována byla také práva migrantských pracovníků. Mnoha pracovníkům bylo odepřeno jídlo a voda, jejich doklady byly odebrány a nezískávali plat včas nebo vůbec. The Guardian odhadl, že před mistrovstvím mohlo zemřít až 4 000 pracovníků. V roce 2015 Mezinárodní odborová konfederace prohlásila, že více než 1 200 pracovníků zemřelo při práci na infrastruktuře a realitních projektech souvisejících s mistrovstvím. Čtyři novináři z BBC byli v roce 2015 zatčeni a drženi dva dny, poté, co se pokusili reportovat o stavu zaměstnanců v zemi.

### Podpora terorismu
V reakci na diplomatickou krizi v Kataru v roce 2017 kvůli podpoře terorismu katarskou vládou, prezident německé fotbalové asociace Reinhard Grindel uvedl, že „fotbalová sdružení na světě by měla dospět k závěru, že velké turnaje nelze konat v zemi, která aktivně podporuje terorismus“ a asociace bude mluvit s UEFA a německou vládou s cílem bojkotu turnaje v Kataru. Katar byl obviňován z podpory Hamásu, sunnitsko-islamistické organizace vedené jako teroristické například Izraelem, USA a EU. Katar byl také nařčen z poskytnutí finanční a logistické podpory teroristické sunnitské organizaci Islámský stát. Násilí v Afghánistánu a v Pákistánu bývá financováno bohatými dárci z Kataru.

### Výtržnosti fanoušků
V Belgii a Nizozemsku po utkání Belgie a Maroka, které vyhrálo Maroko, došlo k mnoha výtržnostem skupin mladíků s přistěhovaleckými kořeny. Docházelo k rozbíjení aut a pouličních světel, či házení kamenů a petard na policejní hlídky. Napaden byl i reportér belgické televize VTM.

## Zahajovací ceremoniál
Slavnostní zahájení se uskutečnilo v neděli 20. listopadu 2022 v 15:30 středoevropského času na stadionu Al-Bayt v Al Chúru. Vystoupil na něm americký umělec Morgan Freeman a jihokorejský zpěvák Jungkook ze skupiny Bangtan Boys. Spekulovalo se také o americké skupině Black Eyed Peas a anglickém zpěvákovi Robbie Williamsovi. Shakira a Dua Lipa vystoupení odřekli kvůli porušování lidských práv v zemi. Bylo to poprvé, co byl recitován Korán jako součást zahajovacího ceremoniálu.